# Biq‘at Arbel
Biq‘at Arbel (hebreiska: בקעת ארבל, Bik’at Arbel) är en dal i Israel.   Den ligger i distriktet Norra distriktet, i den norra delen av landet.